# Fusillade de l'école secondaire Centennial
La fusillade de l'école secondaire Centennial est une tuerie en milieu scolaire qui eut lieu à Brampton, en Ontario (Canada) le 28 mai 1975. Elle est considérée comme la première tuerie scolaire de l'histoire du Canada. Michael Slobodian, un garçon de 16 ans, ouvrit le feu sur l'un de ses camarades John Slinger, dans les toilettes de l'école,. Puis, il tua sa professeure d'anglais et d'arts plastiques dans sa classe, Margaret Wright. Il blessa 13 autres jeunes avant de se suicider. Selon sa sœur Dona, il détestait sa classe d'anglais et était en colère contre sa professeure parce qu'elle avait téléphoné pour dire qu'il s'était absenté une fois de plus de la classe d'anglais.
Cette fusillade provoqua le renforcement des lois sur les armes au Canada.